# ライノ (マーベル・コミック)
ライノ (Rhino)は、スパイダーマンシリーズに登場する代表的なスーパーヴィランのひとり。サイのようなアーマードスーツに身を包んだ巨漢。突進や鋭い角、怪力を活かして戦う。

## 人物
本名は、アレクセイ・シツェビッチ(Aleksei Mikhailovich Sytsevich)。アメリカでの偽名は、アレックス・O・ハーン(Alexander O'Hirn)。
ロシアの貧民で知性の無いアレクセイは、ギャングに雇われてパートタイムの用心棒として勤めていたが、自らの欲望は満たされていなかった。しかしある日、外国人スパイのグループに新しいアーマードスーツの実験の被検体となることを決める。契約として1万ドルを受け取った彼は、身体を巨大化するための化学的処置と放射線照射に耐え、極薄の人工皮膚を移植する痛みを伴う手術も承諾する。この処置により、ほとんど何からもダメージを受けないライノの外殻が永久的に彼の身体に癒着されることになった。飛躍的に体力、スタミナ、耐久力を増強し、知能も少し強化することに成功。その後、力を得たライノはスパイたちに従う必要はないと判断し、施設から脱走したのだった。

## 経歴
初登場は1966年7月発行の『Amazing Spider-Man #41』。
スパイダーマンとは宇宙飛行士のジョン・ジェイムソン誘拐の際に初めて対決し、スピードや戦略に優れた彼に敗れることになった。2度目の対決の際には、カート・コナーズ博士の協力を得たスパイダーマンにスーツを溶かされ逮捕されている。
しかし自身を改造した科学者に再び改造をしてもらい、耐酸性と倍の強度を手に入れたが、最初の任務がブルース・バナー博士の誘拐であったことからハルクに変身した彼に返り討ちにされてしまう。

## 活躍
- 1986年発行のアメイジング・スパイダーマン第280号においては、自分の限界を理解しているライノは、ハイドロマン（英語版）、ブーメラン（英語版）、ビートルらと共にシニスター・シンジケートを結成してスパイダーマンに挑んでいる。
- 2010年発行の『スパイダーマン: ビッグ・タイム』では、ドクター・オクトパス、カメレオン、サンドマン、ミステリオ、エレクトロと共に架空の犯罪組織で悪のスーパーヒーローチームシニスター・シックス（邪悪なる6人）を結成した。
- 2010年発行のアメイジング・スパイダーマン第617号では、オクサナという女性と出会い、その後、結婚と引退を考えていた。しかし、新たなライノにオクサナを殺され、自暴自棄になった彼は犯罪者に戻ってしまう。

## 実写映画版
『アメイジング・スパイダーマン2』
演 - ポール・ジアマッティ | 日本語吹替 - 楠見尚己
最初はロシア出身の過激派の人間として登場し、一度逮捕されている。
その後、サイのようなロボットスーツを着てスパイダーマンの前に立ちはだかった。
『クレイヴン・ザ・ハンター』
演 - アレッサンドロ・ニヴォラ
特殊な血清を打つことで原作同様、サイのような硬質の肌と巨大な角を持った姿へと変身する。

## アニメ
『スパイダーマン』
声 - ポール・ソールズ | 日本語吹替 - 加藤治→大山高男
『スパイダーマン』
声 - ドン・スターク | 日本語吹替 - 石川ひろあき
本名アレックス・O・ハーンとして登場。
キングピンの支配下のインシディアス・シックスに所属している。
『スペクタキュラー・スパイダーマン』
声 - クランシー・ブラウン
本名アレックス・オーハーンとして登場。
『アルティメット・スパイダーマン』
声 - マックス・ミトルマン→ダリル・サバラ | 日本語吹替 - 松丸幸太郎
『マーベル スパイダーマン』
声 - マシュー・マーサー | 日本語吹替 - 堀総士郎

## ゲーム
- スパイダーマン（PS） - ディー・ブラッドリー・ベイカーが声を担当。吹き替えは梁田清之が担当。
- スパイダーマン ミステリオの脅威（GBA） - ボスの1人として登場。ミステリオに操られる。
- スパイダーマン2（PS2・DS・PSP） - ジョン・ディマジオが声を担当。
- アルティメット スパイダーマン（DS・GC・PS2） - ボブ・グローバーマンが声を担当。
- スパイダーマン3（PS2・PS3・Wii） - スティーヴン・ブルームが声を担当。
- Marvel's Spider-Man（PS4） - フレッド・タタショアが声を担当。吹き替えは山野井仁が担当。
- Marvel's Spider-Man:Miles Morales（PS4・PS5） - フレッド・タタショアが声を担当。吹き替えは山野井仁が担当。